# Jaime Riba
Jaime Riba Fernández (Vera, Almería; 3 de junio de 1992) es un actor español de teatro, cine y televisión, conocido por interpretar a Giorgi en La Que Se Avecina. También es escritor, firmando como Jaime Riba Arango y siendo "Urraca, Urraquita, Urraquitita" su primera novela.

## Biografía
Jaime Riba nació el 3 de junio de 1992 en la localidad de Vera (Provincia de Almería, Andalucía). Hijo de profesores, se interesó desde pequeño por las artes como la música, la pintura y el teatro. Su primera relación con la música fue en el Conservatorio de Almería donde estudió guitarra y solfeo musical, además de canto y coro.
En el año 2014 ingresa en la Real Escuela Superior de Arte Dramático de Madrid (RESAD) donde se gradúa en interpretación y se especializa en teatro musical e interpretación con profesionales como Miguel Tubía, Domingo Ortega o Patricia Montero, entre otros.
Riba debuta como actor en el año 2008 en la conocida obra de La zapatera prodigiosa, obra dramática de Federico García Lorca. De esta manera comienza a trabajar en los escenarios y en diversas piezas como Hoy no me puedo levantar, Grease o Mamma Mia!.
En el año 2009 fue galardonado con el Premio Buero Vallejo en la categoría de Mejor Actor Andaluz por su papel de Pelimplín en la obra de teatro Amor de Don Perlimplín con Belisa en su jardín de Federico García Lorca.
En el año 2011 da el salto al cine y trabaja con directores como David Eating, Clara Serrano o Rubén Serra, pudiendo destacar la película La Banda Aparte o el cortometraje Tetas.
En el año 2014 se traslada a Madrid donde consigue papeles como Mowgli en El Libro de la Selva, Juan en Peter Pan o, una de sus papeles más importantes, Adrián, en la obra original de Iker Azkoitia, Una Corona Para Claudia, que consigue 16 nominaciones en los Premios Broadway World 2016 y también en los Premios Max, entre la que se encuentra Mejor Actor de Reparto para Jaime Riba.
En 2018 participa en la obra musical Futbolísimos, estrenada en el Teatro La Latina, interpretando a Pakete.

## Filmografía

### Televisión
| Año         | Serie                 | Canal                   | Personaje                       | Notas        |
| ----------- | --------------------- | ----------------------- | ------------------------------- | ------------ |
| 2018        | Vodevil de variedades | YouTube                 | Norberto                        | 1 episodio   |
| 2020        | Caronte               | Prime Video / Cuatro    |                                 | 1 episodio   |
| 2020        | La valla              | Antena 3                |                                 | 1 episodio   |
| 2020        | Vis a vis: El Oasis   | FOX España              |                                 | 1 episodio   |
| 2022        | Machos alfa           | Netflix                 | Elías                           | 1 episodio   |
| 2022 - 2023 | La que se avecina     | Prime Video / Telecinco | Jorge Verdugo Travieso "Giorgi" | 14 episodios |
| 2025        | Jódete Jorge          | Filmin                  |                                 | 3 episodios  |

### Teatro
| Año       | Nombre                                         | Director             | Personaje       |
| --------- | ---------------------------------------------- | -------------------- | --------------- |
| 2008      | La zapatera prodigiosa                         | Juan Antonio Lorenzo | Mozo de la Faja |
| 2008      | Leoncio+Lena                                   | Beatriz Rueda        | Valerio         |
| 2009      | Amor de Don Perlimplín con Belisa en su jardín | Ana Belén Gabaldón   | Perlimplín      |
| 2009      | Hoy no me puedo levantar                       | Diego Moreno         | Colate          |
| 2010      | Grease                                         | Ana Belén Gabaldón   | Danny Succo     |
| 2011      | Mamma Mia!                                     | Ana Belén Gabaldón   | Sky             |
| 2012      | 40, el musical                                 | Jaime Riba Fernández | Mateo           |
| 2013      | We Will Rock You                               | Beatriz Rueda        | Galileo Fígaro  |
| 2014-2016 | El libro de la selva, el musical               | María Pareja         | Mowgli          |
| 2016      | Una corona para Claudia, el musical            | Iker Azkoitia        | Adrián          |
| 2016      | Peter Pan, el musical                          | María Pareja         | Juan            |
| 2018      | Futbolísimos, el musical                       | Roberto Santiago     | Pakete          |

### Cine
Cortometrajes
| Año  | Nombre            | Director      |
| ---- | ----------------- | ------------- |
| 2011 | ¿Qué necesitamos? | David Eating  |
| 2013 | Camino de sombras | David Eating  |
| 2011 | Bill-Art          | Adrián Sola   |
| 2014 | La balada del mar | Clara Serrano |
| 2014 | Tetas             | Rubén Serra   |

Largometrajes
| Año  | Nombre          |
| ---- | --------------- |
| 2014 | La banda aparte |

## Libros
- Urraca, Urraquita, Urraquitita (2025, Dos Bigotes)[3]

## Premios y nominaciones

### Premios Buero Vallejo
| Año  | Categoría   | Obra                                           | Resultado |
| ---- | ----------- | ---------------------------------------------- | --------- |
| 2009 | Mejor actor | Amor de Don Perlimplín con Belisa en su jardín | Ganador   |

### Premios Broadway World
| Año  | Categoría              | Obra                    | Resultado |
| ---- | ---------------------- | ----------------------- | --------- |
| 2016 | Mejor actor de reparto | Una Corona Para Claudia |           |

### Premios Max
| Año  | Categoría              | Obra                    | Resultado |
| ---- | ---------------------- | ----------------------- | --------- |
| 2016 | Mejor actor de reparto | Una Corona Para Claudia |           |